# سبائك التيتانيوم
سبائك التيتانيوم هي سبيكة تحتوي على خليط من تيتانيوم وعنصر كيميائي آخر. هذه السبائك لها قوة شد وصلابة عالية جدًا (حتى في درجات الحرارة القصوى). فهي خفيفة الوزن ولديها مقاومة التاكل غير عادية والقدرة على تحمل درجات الحرارة القصوى. ومع ذلك فإن التكلفة العالية لكل من المواد الخام والمعالجة تقصر استخدامها على التطبيقات العسكرية، الطائرات، المركبات الفضائية، الدراجة، والأجهزة الطبية والمجوهرات والمكونات شديدة الإجهاد مثل مثل قضيب التوصيل على السيارات الرياضية باهظة الثمن وبعض المنتجات المتميزة المعدات الرياضية والإلكترونيات الاستهلاكية.
على الرغم من أن التيتانيوم النقي تجاريًا له خصائص ميكانيكية مقبولة وقد استخدم في جراحة العظام وغرس الأسنان. في معظم التطبيقات يخلط التيتانيوم بكميات صغيرة من الألومنيوم والفاناديوم عادةً 6٪ و 4٪ على التوالي من حيث الوزن. يحتوي هذا الخليط على قابلية الذوبان في المواد الصلبة والتي تختلف بشكل كبير مع درجة الحرارة، مما يسمح لها بالخضوع تقوية الترسيب. تتم هذه العملية المعالجة الحرارية بعد أن يتم تحويل السبيكة إلى شكلها النهائي ولكن قبل استخدامها مما يسمح بتصنيع أسهل بكثير لمنتج عالي القوة.

## نبذة تاريخية عنالتيتانيوم
من أهم المعادن المستخدمة في مجال صناعة الطائرات والمركبات الفضائية ووفي العديد من الصناعات الدقيقة والمتطورة والاسلحة . تم اكتشاف التيتانيوم عام 1791 م وتمت تسميته عام 1795م وتم تحضير التيتانيوم سنة 1887م , ولم يحصل عليه على صورة معدن نقي 99.9% لغاية سنة 1910 م ووجوده كان مقتصر في المختبرات لغاية سنة 1946 وبعدها أصبح بالإمكان استخلاص التيتانيوم تجارياً عن طريق استخدام المغنيسيوم لاختزال رباعي كلوريد التيتانيوم.